# (4147) Lennon
(4147) Lennon ist ein Hauptgürtel-Asteroid, der am 12. Januar 1983 von Brian A. Skiff vom Lowell-Observatorium aus entdeckt wurde. 
Der Himmelskörper ist nach dem Ex-Beatle John Lennon benannt.